# Voerman (sterrenbeeld)

Kaart van het sterrenbeeld Voerman

Voerman (Auriga, ook wel Wagenman, afkorting Aur) is een sterrenbeeld aan de noorderhemel, liggende tussen rechte klimming 4u35m en 7u27m en tussen declinatie +28° en +56°.

## Sterren
(in volgorde van afnemende helderheid)
- Capella (α, alpha Aurigae)
- Menkalinan (β, beta Aurigae)
- Hassaleh (ι, iota Aurigae)
- Al Anz (ε, epsilon Aurigae)
- Haedi (ζ, zeta Aurigae)

De ster Al Nath (β beta Tauri) werd tot 1930 ook tot Voerman gerekend en droeg de aanduiding γ gamma Aurigae.

## Wat is er verder te zien?
In het sterrenbeeld vindt men de open sterrenhoop NGC 1798 plus de Messierobjecten M36, M37 en M38.
Ook bevinden zich hier absorptienevels van het Taurus/Auriga complex.

## Telescopisch waarneembare objecten

### New General Catalogue(NGC)
NGC 1664, NGC 1724, NGC 1778, NGC 1790, NGC 1798, NGC 1857, NGC 1883, NGC 1893, NGC 1907, NGC 1912, NGC 1931, NGC 1960, NGC 1985, NGC 2013, NGC 2099, NGC 2126, NGC 2165, NGC 2192, NGC 2208, NGC 2240, NGC 2242, NGC 2281, NGC 2303, NGC 2387

### Index Catalogue (IC)
IC 397, IC 403, IC 405, IC 406, IC 410, IC 417, IC 419, IC 425, IC 436, IC 439, IC 2120, IC 2149, IC 2168, IC 2170, IC 2190

## Aangrenzende sterrenbeelden
(met de wijzers van de klok mee)
- Giraffe (Camelopardalis)
- Perseus
- Stier (Taurus)
- Tweelingen (Gemini)
- Lynx